# Grandola ed Uniti
Grandola ed Uniti är en kommun i provinsen Como i regionen Lombardiet i Italien. Kommunen hade 1 313 invånare (2018).